# Akutberedskab
Akutberedskab er det beredskab, der kan yde akutbehandling på stedet. Det vil sige før en evt. ankomst til skadestuen/akut-modtagelsen på hospitalet. 
Behandlingens kompleksitet varierer, idet begrebet henviser til al form for behandling, der udføres inden ankomsten til et hospital. Således kan lægmænd med (eller uden) førstehjælpskursus også udføre præhospital behandling.
Målet er at kunne foretage en stabilisering af patienten tidligst muligt i forløbet og efterfølgende sikre en mere avanceret behandling.
Siden sidst i 1990'erne har politikerne i Danmark fået større fokus på akutberedskab. Således søger man i større grad at kvalitetsudvikle behandlingen. Dette er dels sket ved opgradering af ambulancerne, uddannelse af paramedicinere, samt ved indførelsen af lægeambulancer og akutbiler. Såfremt der er et større antal akutte patienter anvendes triage til at opnå bedst mulig anvendelse af begrænsede ressourcer.